# Wendell Corey
Wendell Reid Corey, född 20 mars 1914 i Dracut i Middlesex County, Massachusetts, död 8 november 1968 i Woodland Hills, Kalifornien, var en amerikansk skådespelare och politiker.

## Filmografi i urval
- 1948 – Det dagas
- 1948 – Ursäkta, fel nummer!
- 1949 – Holiday Affair
- 1950 – Tills döden skiljer oss åt
- 1952 – Dömd utan bevis
- 1954 – Fönstret åt gården
- 1956 – Återkomsten
- 1957 – Ung man med gitarr
- 1958 – Alfred Hitchcock presenterar, avsnitt Poison (gästroll i TV-serie)

## Teater

### Roller
| År   | Roll                | Produktion                   | Regi         | Teater                           |
| ---- | ------------------- | ---------------------------- | ------------ | -------------------------------- |
| 1956 | Överste Tom Russell | Night of the Auk Arch Oboler | Sidney Lumet | Playhouse Theatre, New York, USA |